# Memory Technology Device
Memory Technology Device (zkratka MTD) je typ vestavěné flash paměti používaný v počítačích. MTD zařízení pracují podobně jako paměť, avšak jsou v počítači používána jako bloková zařízení (pevný disk, CD, DVD, …). Proto používají softwarovou mezivrstvu (Flash Translation Layer), která tyto paměťová zařízení prezentuje jako bloková zařízení, což však přináší výkonové problémy, které se projevují výrazným zaostáváním SSD disků za klasickými pevnými disky. Obsluha MTD zařízení je obtížnější, než u klasických blokových zařízení.

## Charakteristika
MTD zařízení se odlišují od klasických blokových zařízení (např. pevný disk) v několika ohledech:
- skládají se přemazatelných bloků (anglicky eraseblocks) místo z clusterů
- přemazatelné bloky jsou velké (32 kiB, 128 kiB)
- podporují 3 operace (bloková zařízení mají jen čtení a zápis)
  - čtení přemazatelného bloku
  - zápis přemazatelného bloku
  - vymazání přemazatelného bloku
- poškozené přemazatelné bloky nejsou skryty a musí se ošetřit softwarově na úrovni operačního systému
- přemazatelný blok má životnost 104-105 cyklů vymazání